# Gümerdiğin, Şabanözü
Gümerdiğin là một thị trấn thuộc huyện Şabanözü, tỉnh Çankırı, Thổ Nhĩ Kỳ. Dân số thời điểm năm 2010 là 1.53 người.